# Trio pour piano et cordes de Lekeu
Pour les articles homonymes, voir Trio pour piano et cordes.
Le Trio pour piano, violon et violoncelle est une composition de musique de chambre en ut mineur de Guillaume Lekeu. Composé en 1890, il est publié en 1908 chez Rouart et Lerolle.

## Structure
Le trio est en quatre mouvements :
1. Lent - Allegro
2. Très lent
3. Très animé
4. Lent

La durée d'exécution est quarante cinq minutes.